# 久米仙酒造
久米仙酒造株式会社（くめせんしゅぞう）は沖縄県那覇市に本社を置く酒造(泡盛)メーカー。

## 特徴
泡盛業界初の卓上ボトル「久米仙グリーンボトル」や、樫樽貯蔵泡盛「奴樽蔵（やったるぞう）」などを発売。
内モンゴルに焼酎工場を建設し、モンゴル産泡盛「響天（きょうてん）」を発売している。
また、最近では、「泡盛コーヒー」や「うめー酢泡盛」といった、新作を発売している。
なお、久米島町に本社を置く久米島の久米仙とは全く関係がない。

## 沿革
- 1952年 - 那覇市大道に資本金US＄10,000で創業
- 1968年 - 本土市場開拓のため、琉球酒販株式会社を設立
- 1978年 - 「久米仙グリーンボトル」を発売
- 1989年 - 「奴樽蔵（やったるぞう）」発売
- 1995年 - モンゴル産泡盛「響天（きょうてん）」発売
- 2001年 - 東京営業所ショールームオープン（府中伊勢丹　裏）本場泡盛「蓬莱仙華30度」発売
- 2007年11月1日 - 泡盛の日に「久米仙グリーンボトル」発売30周年を迎え
古酒をブレンドしコクのある味わいへリニューアル
- 2008年10月 - 泡盛コーヒー発売開始
- 2010年 5月 - うめー酢泡盛発売開始

## 所在地
本社： 沖縄県那覇市字仲井真155番
大阪営業所　琉球酒販株式会社：大阪府東大阪市新圧西６-７